# Право голоса в округе Колумбия

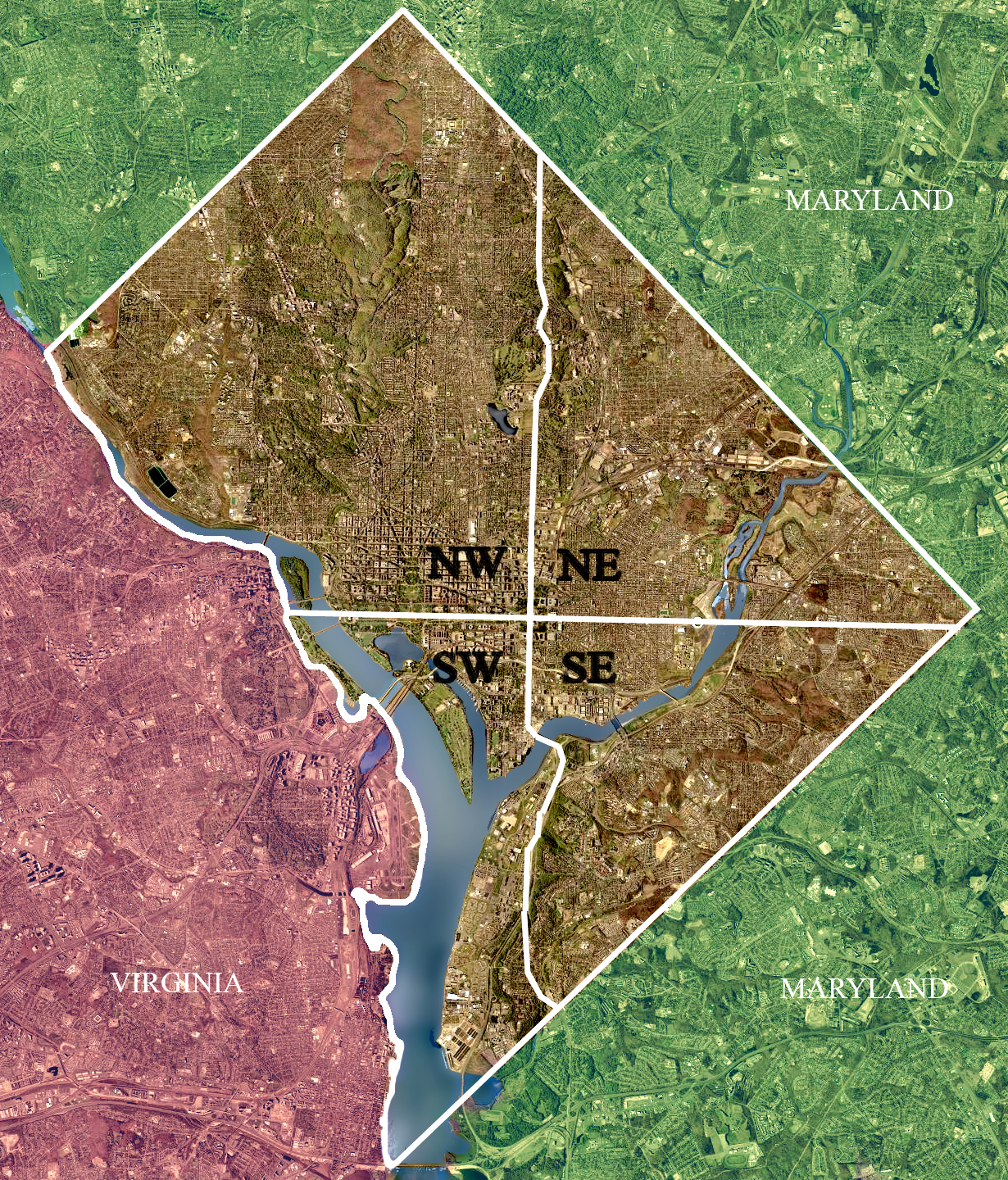
Вид со спутника на округ Колумбия по отношению к штатам Мэриленд и Вирджиния.

Право голоса граждан в округе Колумбия отличается от прав граждан в 50 штатах США. Конституция предоставляет каждому штату право голоса в обеих палатах Конгресса США. Являясь федеральной столицей, округ Колумбия считается особым федеральным округом США, а не штатом, и поэтому не имеет представительства в Конгрессе. Конституция предоставляет Конгрессу исключительную юрисдикцию над округом "во всех случаях". 
В Палате представителей округ представлен делегатом, которому не разрешается голосовать на полу палаты, но он может голосовать по процедурным вопросам, а также в комитетах конгресса. Жители округа Колумбия не имеют представительства в Сенате. Двадцать третья поправка к Конституции США, принятая в 1961 году, дает округу такое же количество голосов избирателей, что и наименее густонаселенному штату на выборах президента и вице-президента .
Отсутствие избирательного представительства округа в Конгрессе было проблемой с момента основания столицы. Были внесены многочисленные предложения по изменению этой ситуации, включая законодательные и конституционные поправки, начинающиеся от идеи возвратить округ в состав штата Мэриленд, доходящие до идеи превратить округ в новый штат. Все предложения были сопряжены с политическими или конституционными проблемами, и не привели к изменениям касательно представительства округа в Конгрессе.

## История
В 1783 году толпа расформированных солдат Войны за независимость возмущенных тем, что им не заплатили, собралась в знак протеста возле здания, где проходил Континентальный конгресс. Солдаты заблокировали дверь и не давали делегатам выйти. Несмотря на запросы Конгресса, правительство штата Пенсильвания отказалось призвать ополченцев для борьбы с неуправляемой толпой, и поэтому Конгресс был вынужден внезапно закрыть Нью-Джерси. Это привело к широко распространенному убеждению, что Конгрессу необходим контроль над национальной столицей. Эта вера привела к созданию национальной столицы, отдельной от какого-либо штата, в соответствии с положениями окружной поправки к Конституции. 
Был целый ряд причин, по которым вопрос права голоса в округе не был решен позднее. Одна из них заключалась в том, что на раннем этапе было фактически достигнуто соглашение о том, что столица должна находиться на юге, и северяне были бы категорически против любого положения, которое дало бы Югу еще больше полномочий для голосования. Более того, учитывая запланированное расположение столицы, многие делегаты предполагали, что ее постоянные жители в основном будут состоять из рабов, не способных голосовать в любом случае. Они также ожидали, что федеральное правительство будет работать только на условиях неполного рабочего времени, и предполагали, что те, кто был выбран для работы в федеральных органах власти, и те, чья профессия потребовала бы, чтобы они проводили время в округе, происходили бы в основном из высших эшелонов общества и следовательно, имели бы средства для сохранения места жительства (и права голоса) в своих штатах.
В 1788 году земля, на которой образовался округ, была отдана Мэрилендом. В 1790 году Конгресс принял Закон о проживании, в котором район на реке Потомак между Анакостией и Конногочегом был указан в точном месте, выбранном президентом Вашингтоном. Этот выбор был объявлен 24 января 1791 года, и в Закон о проживании были внесены поправки, чтобы включить землю, которую Вирджиния уступила в 1790 году. Эта земля была возвращена Вирджинии в 1847 году. Конгресс официально не переехал в новую федеральную столицу до первого понедельника декабря 1800 года. В течение этого времени округ управлялся федеральным советом уполномоченных, законодательными собраниями штатов и местными правительствами.
27 февраля 1801 года, всего через несколько месяцев после переезда в округ, Конгресс принял Закон об округе Колумбия от 1801 года и включил новый федеральный округ под свою единоличную власть, как это разрешено в Положении об округе, что сделало Конгресс главным источником всех местных законов. Поскольку округ Колумбия перестал быть частью какого-либо штата и не являлся отдельным штатом, жители округа потеряли право голоса в Конгрессе, Коллегии выборщиков и в процессе внесения поправок в Конституцию — последствия, которые не прошли без протеста.  В январе 1801 года состоялось собрание жителей округа, в результате которого Конгрессу было сделано заявление, в котором отмечалось, что в результате нового Закона «мы будем полностью лишены права голоса в отношении национального правительства, в то время как мы не сохраняем никаких гарантий на участие в формировании даже самых незначительных местных нормативных актов. Мы будем доведены до того осуждаемого состояния, на которое мы жаловались в наших обвинениях против Великобритании, когда были облагаемы налогом без представительства в руководстве».  В следующем году Совет уполномоченных был упразднен, был официально создан город Вашингтон, и создано местное правительство, состоящее из местного совета, состоящего из 12 членов, и мэра, назначенного президентом.
В 1812 году округу было предоставлено большее местное управление, когда мэр стал избираемым должностным лицом, выбранным из группы 12 избранных членов совета и 8 олдерменов, а в 1820 году мэр стал избираем прямым голосованием. Небольшие изменения были внесены за эти годы, но в 1871 году правительство округа снова было существенно изменено, на этот раз правительство стало более похожим на правительство территорий. При этом новом правительстве губернатор округа снова был назначаем президентом, как и все члены палаты законодательного органа округа. Конгресс отменил территориальное правительство в 1874 году и заменил его на совет, назначаемый президентом.
В 1878 году округу было предоставлено постоянное правительство, в состав которого входил совет из трех человек, назначаемый президентом. Позднее было решено, что этот акт конгресса является основой для создания округа, что делает округ единственной территорией, которой не было позволено написать собственную конституцию. 
Позже, в 1980 году избиратели округа одобрили призыв учредительного собрания к разработке предлагаемой конституции штата,  как это делали территории США до их принятия в состав США в качестве самостоятельных штатов. Предложенная конституция была ратифицирована окружными избирателями в 1982 году для нового штата под названием «Новая Колумбия», но Конгресс не предоставил округу государственность.  В соответствии с предложенной конституцией штата, округ по-прежнему выбирает членов теневой конгрессионной делегации, состоящей из двух теневых сенаторов и теневого представителя, для лоббирования Конгресса с целью предоставления государственности. Эти позиции официально не признаны Конгрессом. Кроме того, до мая 2008 года Конгресс запретил округу тратить какие-либо средства на лоббирование за голосование за представительство или государственность. 

## Наше время
29 декабря 2003 года Межамериканская комиссия по правам человека Организации американских государств пришла к выводу, что Соединенные Штаты нарушают права округа Колумбия по статьям II и XX Американской декларации прав и обязанностей человека, отрицая гражданам округа Колумбия возможность участвовать в конгрессе. Комиссия повторила следующую рекомендацию для Соединенных Штатов: «Предоставить петиционерам эффективное средство правовой защиты, которое включает принятие законодательных или других мер, необходимых для гарантирования эффективного права на участие, непосредственно или через свободно избранных представителей, и на общих условиях равенства в их национальном законодательстве». 
Опрос 2005 года, оплаченный группой по защите интересов избирателей DC, но проведенный непартийной компанией KRC Research, показал, что 82% из 1007 взрослых американцев считают, что округ Колумбия должен иметь полное представительство в Конгрессе.  Опрос «Вашингтон пост», проведенный в 2007 году среди 788 взрослых, показал, что 61% из них поддержали предоставление округу «полного права голосования». 

## Внешние ссылки
- - D.C. Statehood Green Party Архивная копия от 5 июня 2020 на Wayback Machine
  - DC Vote Архивная копия от 22 июня 2020 на Wayback Machine
  - DC Represent Архивная копия от 5 ноября 2018 на Wayback Machine
  - Cityhood for DC Архивная копия от 22 октября 2016 на Wayback Machine
  - The Founder’s Constitution: Article 1, Section 8, Clause 17 Архивная копия от 2 августа 2020 на Wayback Machine
  - Students for D.C. Statehood Архивная копия от 17 июля 2020 на Wayback Machine